# Sản xuất đại trà
Sản xuất đại trà, còn được gọi là sản xuất dây chuyền, là sản xuất một lượng lớn các sản phẩm được tiêu chuẩn hóa, bao gồm và đặc biệt là trên dây chuyền lắp ráp. Cùng với sản xuất đơn chiếc và sản xuất hàng loạt, nó là một trong ba phương thức sản xuất chính.
Thuật ngữ sản xuất đại trà đã được phổ biến bởi một bài báo năm 1926 trong phần bổ sung Encyclopædia Britannica được viết dựa trên sự tương ứng với công ty Ford Motor. Thời báo New York đã sử dụng thuật ngữ này trong tiêu đề của một bài báo xuất hiện trước khi xuất bản bài báo Britannica.
Sản xuất đại trà  là một lĩnh vực độc đáo, nhưng nhìn chung nó có thể tương phản với sản xuất thủ công hoặc sản xuất phân tán. Một số kỹ thuật sản xuất đại trà, chẳng hạn như kích thước tiêu chuẩn và dây chuyền sản xuất, có trước nhiều cuộc cách mạng công nghiệp trong nhiều thế kỉ; tuy nhiên, phải đến khi giới thiệu các công cụ máy móc và kĩ thuật để sản xuất các bộ phận hoán đổi cho nhau được phát triển vào giữa thế kỉ 19 thì việc sản xuất đại trà hiện đại là có thể.

## Tổng quát
Sản xuất đại trà liên quan đến việc tạo ra nhiều bản sao của sản phẩm một cách nhanh chóng nhanh chóng, sử dụng các kĩ thuật dây chuyền lắp ráp để gửi các sản phẩm hoàn chỉnh một phần cho các công nhân, mỗi người làm việc trên một bước riêng lẻ, thay vì cho một công nhân làm việc trên toàn bộ sản phẩm từ đầu đến cuối.
Sản xuất đại trà chất lỏng thường bao gồm các đường ống với máy bơm li tâm hoặc băng tải trục vít (máy khoan) để chuyển nguyên liệu thô hoặc một phần sản phẩm hoàn chỉnh giữa các tàu. Các quy trình dòng chất lỏng như lọc dầu và vật liệu khối như dăm gỗ và bột giấy được tự động hóa bằng hệ thống kiểm soát quy trình sử dụng các công cụ khác nhau để đo lường các biến số như nhiệt độ, áp suất, thể tích và mức độ.
Các vật liệu khối lượng lớn như than, quặng, ngũ cốc và dăm gỗ được xử lý bằng dây đai, xích, đá phiến, khí nén hoặc vít, thang máy gàu tải và phương tiện vận chuyển như máy xúc lật. Vật liệu trên pallet được xử lý bằng xe nâng. Cũng được sử dụng để xử lí các vật nặng như cuộn giấy, thép hoặc máy móc là cần cẩu điện trên không.
Sản xuất đại trà là thâm dụng vốn và tốn nhiều năng lượng, vì nó sử dụng tỉ lệ cao của máy móc và năng lượng liên quan đến công nhân. Nó cũng thường được tự động trong khi tổng chi tiêu cho mỗi đơn vị sản phẩm giảm. Tuy nhiên, máy móc cần thiết để thiết lập một dây chuyền sản xuất đại trà (như robot và máy ép) rất tốn kém đến mức phải có một số đảm bảo rằng sản phẩm sẽ thành công để đạt được lợi nhuận.
Một trong những mô tả về sản xuất đại trà là "kĩ năng được tích hợp vào công cụ", có nghĩa là công nhân sử dụng công cụ có thể không cần kĩ năng. Ví dụ, vào thế kỉ 19 hoặc đầu thế kỉ 20, điều này có thể được thể hiện là "sự khéo léo nằm trong chính bàn làm việc" (không phải là đào tạo của công nhân). Thay vì có một công nhân lành nghề đo lường mọi chiều của từng bộ phận của sản phẩm theo các kế hoạch hoặc các bộ phận khác khi nó đang được hình thành, đã có sẵn các đồ gá lắp để đảm bảo rằng bộ phận đó được sản xuất để phù hợp với thiết lập này. Người ta đã kiểm tra xem phần hoàn thiện sẽ phù hợp với tất cả các phần hoàn thiện khác và nó sẽ được thực hiện nhanh hơn, không mất thời gian cho việc hoàn thiện các phần để khớp với nhau. Sau đó, một khi điều khiển bằng máy tính xuất hiện (ví dụ, CNC), đồ gá lắp đã bị làm mờ, nhưng vẫn đúng là kĩ năng (hoặc kiến thức) được tích hợp vào công cụ (hoặc quy trình hoặc tài liệu) thay vì nằm trong đầu của công nhân. Đây là vốn chuyên dùng cần thiết cho sản xuất đại trà; mỗi bàn làm việc và bộ công cụ (hoặc mỗi ô CNC hoặc mỗi cột phân đoạn) là khác nhau (tinh chỉnh theo nhiệm vụ của nó).

## Sử dụng dây chuyền lắp ráp
Hệ thống sản xuất đại trà cho các mặt hàng làm từ nhiều bộ phận thường được tổ chức thành dây chuyền lắp ráp. Các tổ hợp đi qua trên một băng tải, hoặc nếu chúng nặng thì sẽ được treo từ một cần cẩu trên cao.
Trong một nhà máy cho một sản phẩm phức tạp, thay vì một dây chuyền lắp ráp, có thể có nhiều dây chuyền lắp ráp phụ trợ cho các cụm lắp ráp (tức là động cơ xe hoặc ghế ngồi) vào dây chuyền lắp ráp chính.

## Tích hợp theo chiều dọc
Tích hợp dọc là một thông lệ kinh doanh liên quan đến việc giành quyền kiểm soát hoàn toàn sản xuất sản phẩm, từ nguyên liệu thô đến lắp ráp cuối cùng.
Trong thời đại sản xuất đại trà, điều này gây ra vấn đề vận chuyển và thương mại, trong đó các hệ thống vận chuyển không thể vận chuyển khối lượng lớn ô tô thành phẩm (trong trường hợp của Henry Ford) mà không gây thiệt hại, và chính sách của chính phủ cũng áp đặt các rào cản thương mại đối với các đơn vị hoàn thiện.
Ford đã xây dựng Khu phức hợp Ford River Rouge với ý tưởng sản xuất sắt và thép của công ty trong cùng một nhà máy lớn khi các bộ phận và lắp ráp xe hơi diễn ra. River Rouge cũng tự tạo ra điện.
Tích hợp dọc ngược dòng, chẳng hạn như nguyên liệu thô, tránh xa công nghệ hàng đầu hướng tới các ngành công nghiệp hoàn thiện, lợi nhuận thấp. Hầu hết các công ty chọn tập trung vào kinh doanh cốt lõi của họ thay vì tích hợp dọc. Điều này bao gồm mua các bộ phận từ các nhà cung cấp bên ngoài, những người thường có thể sản xuất chúng với giá rẻ hoặc rẻ hơn.
Standard Oil, công ty dầu lớn trong thế kỉ 19, được hợp nhất theo chiều dọc một phần vì không có nhu cầu về dầu thô chưa tinh chế, nhưng dầu hỏa và một số sản phẩm khác có nhu cầu rất lớn. Lí do khác là Standard Oil độc quyền ngành dầu khí. Một số công ty dầu mỏ cũng có bộ phận hóa học.
Các công ty gỗ và giấy một thời sở hữu phần lớn đất gỗ của họ và bán một số sản phẩm hoàn chỉnh như hộp sóng. Xu hướng thoái vốn đất gỗ để tăng tiền mặt và tránh thuế tài sản.

## Ưu điểm và nhược điểm

### Ưu điểm
Các nền kinh tế của sản xuất đại trà đến từ nhiều nguồn. Nguyên nhân chính là giảm nỗ lực phi sản xuất của tất cả các loại. Trong sản xuất thủ công, người thợ phải bận rộn về một cửa hàng, lấy các bộ phận và lắp ráp chúng. Anh ta phải định vị và sử dụng nhiều công cụ nhiều lần cho các nhiệm vụ khác nhau. Trong sản xuất đại trà, mỗi công nhân lặp lại một hoặc một vài nhiệm vụ liên quan sử dụng cùng một công cụ để thực hiện các hoạt động giống hệt hoặc gần giống nhau trên một dòng sản phẩm. Các công cụ và bộ phận chính xác luôn trong tầm tay, đã được chuyển xuống dây chuyền lắp ráp liên tiếp. Công nhân dành ít hoặc không mất thời gian để lấy hoặc chuẩn bị vật liệu và công cụ, và vì vậy thời gian để sản xuất một sản phẩm sử dụng sản xuất đại trà ngắn hơn so với khi sử dụng các phương pháp truyền thống.
Xác suất lỗi và biến thể của con người cũng giảm, vì các nhiệm vụ chủ yếu được thực hiện bằng máy móc; lỗi trong việc vận hành máy móc như vậy, tuy nhiên, có hậu quả sâu rộng hơn. Việc giảm chi phí lao động, cũng như tăng tỉ lệ sản xuất, cho phép một công ty sản xuất số lượng lớn hơn một sản phẩm với chi phí thấp hơn so với sử dụng các phương pháp phi tuyến tính truyền thống.

### Nhược điểm
Tuy nhiên, sản xuất đại trà là không linh hoạt bởi vì rất khó để thay đổi một thiết kế hoặc quy trình sản xuất sau khi một dây chuyền sản xuất được thực hiện. Ngoài ra, tất cả các sản phẩm được sản xuất trên một dây chuyền sản xuất sẽ giống hệt hoặc rất giống nhau, và việc giới thiệu sự đa dạng để đáp ứng thị hiếu cá nhân là không dễ dàng. Tuy nhiên, một số loại có thể đạt được bằng cách áp dụng các kết thúc và trang trí khác nhau ở cuối dây chuyền sản xuất nếu cần thiết. Chi phí khởi đầu cho máy móc có thể tốn kém vì vậy nhà sản xuất phải chắc chắn rằng nó bán hoặc nhà sản xuất sẽ mất rất nhiều tiền.
Ford Model T tạo ra sản lượng rất phải chăng nhưng không đáp ứng tốt nhu cầu thay đổi đa dạng, tùy biến hoặc thiết kế. Hậu quả là Ford cuối cùng đã mất thị phần cho General Motors, người đã giới thiệu các thay đổi mô hình hàng năm, nhiều phụ kiện hơn và lựa chọn màu sắc.
Mỗi thập kỉ trôi qua, các kĩ sư đã tìm ra cách để tăng tính linh hoạt của các hệ thống sản xuất đại trà, giảm thời gian dẫn đầu về phát triển sản phẩm mới và cho phép tùy biến và đa dạng hơn các sản phẩm.

## Tác động kinh tế xã hội
Vào những năm 1830, nhà tư tưởng chính trị và nhà sử học người Pháp Alexis de Tocqueville đã xác định một trong những đặc điểm chính của nước Mĩ mà sau này sẽ làm cho nó trở nên dễ dàng cho sự phát triển của sản xuất đại trà: cơ sở tiêu dùng đồng nhất. De Tocqueville đã viết trong cuốn Dân chủ ở Mĩ (1835) rằng "Sự vắng mặt ở Hoa Kỳ của những khoản tích lũy tài sản khổng lồ đó ủng hộ việc chi tiêu một khoản tiền lớn cho các mặt hàng xa xỉ... ảnh hưởng đến sản phẩm của ngành công nghiệp Mĩ từ các ngành công nghiệp của các nước khác. [Sản xuất hướng đến] các bài viết phù hợp với mong muốn của toàn dân ".
Sản xuất đại trà cải thiện năng suất, đó là một yếu tố góp phần vào tăng trưởng kinh tế và giảm giờ làm việc, bên cạnh các yếu tố khác như cơ sở hạ tầng giao thông (kênh, đường sắt và đường cao tốc) và cơ giới hóa nông nghiệp. Những yếu tố này khiến tuần làm việc điển hình giảm từ 70 giờ vào đầu thế kỉ  19 xuống còn 60 giờ vào cuối thế kỉ, sau đó xuống còn 50 giờ vào đầu thế kỉ 20 và cuối cùng xuống còn 40 giờ vào giữa những năm 1930.
Sản xuất đại trà cho phép tăng lớn trong tổng sản lượng. Sử dụng một hệ thống thủ công châu Âu vào cuối thế kỉ 19, rất khó để đáp ứng nhu cầu cho các sản phẩm như máy may và máy gặt cơ khí chạy bằng động vật.  Vào cuối những năm 1920, nhiều hàng hóa khan hiếm trước đây đã được cung cấp tốt. Một nhà kinh tế đã lập luận rằng điều này cấu thành "sản xuất dư thừa" và góp phần vào tỉ lệ thất nghiệp cao trong cuộc Đại khủng hoảng. Luật của Say phủ nhận khả năng sản xuất dư thừa nói chung và vì lí do này, các nhà kinh tế cổ điển phủ nhận rằng nó có bất kỳ vai trò nào trong cuộc Đại khủng hoảng.
Sản xuất đại trà cho phép sự phát triển của chủ nghĩa tiêu dùng bằng cách hạ thấp chi phí đơn vị của nhiều hàng hóa được sử dụng.